# Franziska Riethmüller
Franziska Riethmüller (geborene Schäffel, * 29. August 1980 in Dresden) ist Ingenieurin und Professorin an der Fakultät Ingenieurwissenschaften der TH Aschaffenburg. Ihr Fachgebiet ist Graphen.

## Werdegang
Nach dem Abitur am St. Benno-Gymnasium in Dresden studierte Franziska Riethmüller von 2000 bis 2006 Werkstoffwissenschaft an der TU Dresden und schloss dieses als Diplom-Ingenieurin ab. Gefördert durch ein Stipendium des Cusanuswerks promovierte sie von 2006 bis 2009 am Leibniz-Institut für Festkörper- und Werkstoffforschung Dresden (IFW) über Kohlenstoffnanomaterialien. Im Anschluss hatte sie eine Postdoc-Stelle an der Universität Oxford inne, bevor sie von 2011 bis 2016 als Projektmanagerin in der Industrie arbeitete. 2016 wurde sie als Professorin an die TH Aschaffenburg berufen.

## Auszeichnungen
Für ihre Dissertation wurde Franziska Riethmüller 2010 sowohl mit dem Bertha-Benz-Preis der Daimler und Benz Stiftung als auch mit dem Deutsche Bank Nachwuchspreis des IFW Dresden ausgezeichnet.